# Tite Street
Tite Street est une rue de la ville de Londres, Royaume-Uni.

## Situation et accès
Longue d’environ 390 mètres, cette rue relie Tedworth Square à Chelsea Embankment dans le district londonien de Kensington et Chelsea .
La station de métro la plus proche est celle de Sloane Square, desservie par les lignes  Circle  District.

## Origine du nom

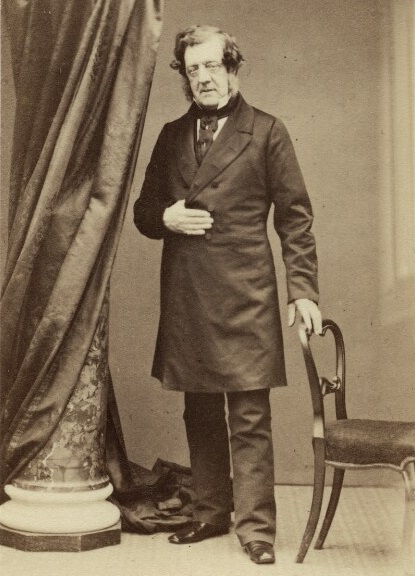
William Tite.

Le nom de la rue évoque la mémoire de William Tite (1798-1873), architecte et président du Metropolitan Board of Works.

## Historique
- Tite Street est aménagée dans les années 1870 et prend son nom en 1875. En cette fin de siècle, la rue est au centre de la scène artistique londonienne[1].

- En 1974, deux attentats à la bombe de l’IRA à proximité du National Army Museum y blessent vingt personnes.

## Bâtiments remarquables et lieux de mémoire

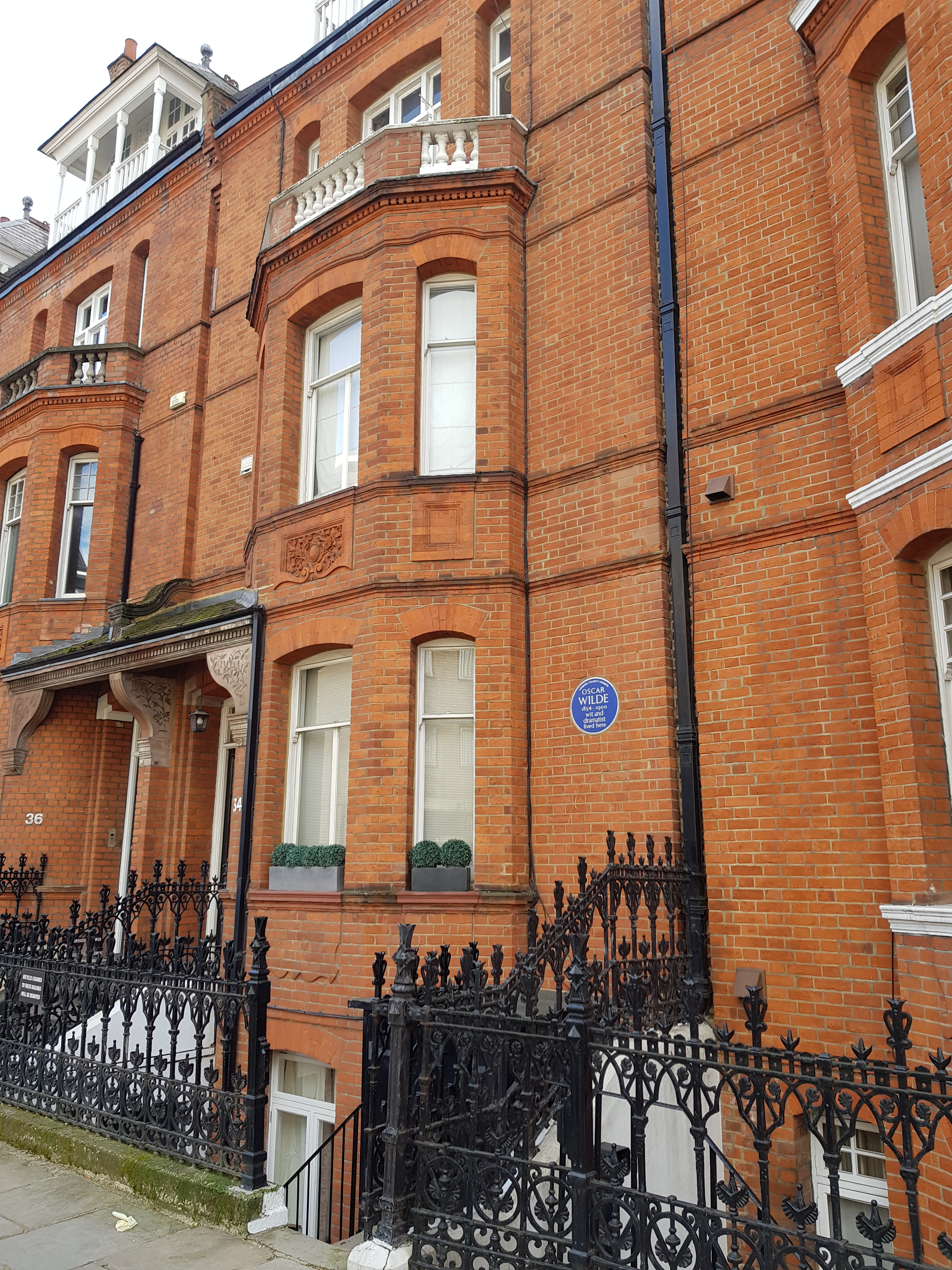
No 34 : maison d'Oscar Wilde.

- No 30 : le compositeur Peter Warlock (1894-1930) y vécut, comme le signale un macaron sur la façade.

- No 31 : le portraitiste américain John Singer Sargent (1856-1925) y eut son atelier et y vécut de longues années[2]. La Smithsonian Institution conserve dans la collection Archives of American Art une vue de son studio dans les années 1920[3].

- No 33 : le peintre américain James McNeill Whistler (1834-1903) y résida[4].

- No 34 : maison de l’écrivain Oscar Wilde (1854-1900), signalée par un macaron.

- No 46 : Tower House (1878) [5].

### Bâtiment détruit
- No 35 : White House, construite par l’architecte Edward William Godwin pour le peintre James McNeill Whistler, qui y résida en 1878-1879[6] mais fut très vite, connaissant des difficultés financières à la suite d'un procès, obligé de la revendre[7]. Elle fut détruite en 1968.